# Magia
〈Magia〉是Kalafina的第9張單曲。由SME Records於2011年2月16日發行。

## 概要
主打曲〈Magia〉為電視動畫《魔法少女小圓》的片尾曲。「Magia」源自拉丁文，而拉丁文来自希腊语的 ，意為「魔法」。
此單曲分別發行了通常盤、初回生產限定盤及期間生產限定盤（動畫盤）3個版本。 
通常盤和初回限定盤的第二曲目「snow falling」為劇場版動畫《空之境界 終章「空之境界」》ED的背景音樂，並不是正式的片尾曲。
初回限定盤附有收錄了〈Magia〉PV的DVD；動畫盤並沒有包含「snow falling」，而是收錄了表題曲的Remix版及動畫播放版本。動畫盤的封面繪畫了角色鹿目圓及曉美焰提起弓箭準備攻擊的樣子。
通常盤和初回生產限定盤的封面皆為Kalafina的造型照，分別點是各成員的面向和表情。

## 評價與評選
CDJournal和的均给予了「Magia」正面评价。
2015年，在加拿大影音商業網WatchMojo.com的十大最佳動畫片尾曲（Top 10 Anime Ending Themes）榜單中「Magia」名列第一，力壓「晴天愉快」等名曲。
2017年，有2顆小行星被命名為「梶浦由記星」與「Kalafina星」，以紀念本曲的製作組合。
獲選為NHK日本動畫100的「最佳動畫歌曲100」第53名。

## 銷量紀錄
2011年2月28日，此單曲進入Oricon的每週排行榜第七位，是繼一年前的單曲「光之旋律」發售後，Kalafina再次進入該榜的頭10名。。
此外，此單曲亦是截自2013年7月，Kalafina第3位高銷量的單曲。

## 收錄曲
（全作詞・作曲・編曲：梶浦由記）

### 初回生產限定盤、通常盤
1. Magia (5:09)
電視動畫《魔法少女小圓》片尾曲
2. snow falling (4:38)
劇場版動畫《空之境界》的最后一章〈空之境界〉的印象曲
3. Magia 〜instrumental〜

### 動畫盤
1. Magia
2. Magia（magic mix） (3:04)
3. Magia（TV Version） (1:30)
4. Magia（instrumental）

### DVD（初回生産限定盤）
1. Magia (Video Clip)

## 相關項目
- 魔法少女小圓
- 空之境界

## 資料來源
1. ↑  （日語）Magia（初回生産限定盤）／Kalafina-レビュー一覧-ORICON STYLE ミュージック （页面存档备份，存于）
2. ↑  （日語）. 文化放送『FRIDAY SUPER COUNTDOWN 50』公式サイト. 文化放送. 2011年2月19日  [2011年3月2日]. （原始内容存档于2016年3月4日）.
3. 1 2 3  . CDJournal. CDJournal.   [2015-07-23]. （原始内容存档于2016-03-04） （日语）.
4. ↑  . . . 2011-02-08  [2011-06-09]. （原始内容存档于2015-09-24）.
5. ↑  .   [2015-10-22]. （原始内容存档于2016-03-17）.
6. ↑  .   [2017-11-01]. （原始内容存档于2017-10-29）.
7. ↑  .   [2017-11-01]. （原始内容存档于2021-01-07）.
8. ↑  （日語）2011年02月第4週の邦楽シングルランキング情報
9. ↑  （日語）Kalafinaのシングル売り上げランキング （页面存档备份，存于）

## 外部連結
- 日本索尼音樂娛樂介紹頁 （日語）
  - 初回限定盤 （页面存档备份，存于）
  - 通常盤 （页面存档备份，存于）
  - 期間限定盤 （页面存档备份，存于）